# Klooster van Sint-Maria-Oudenhove

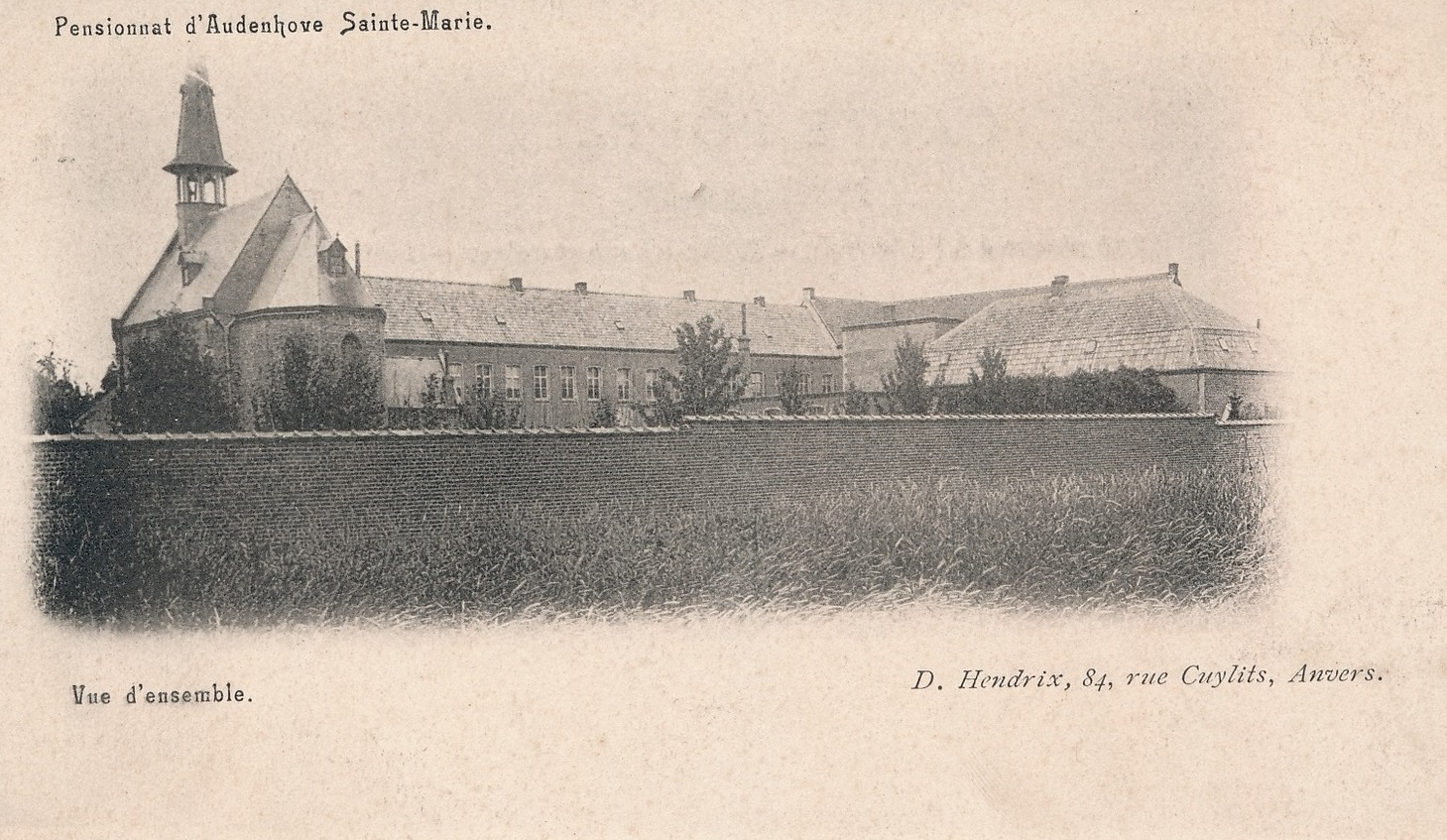

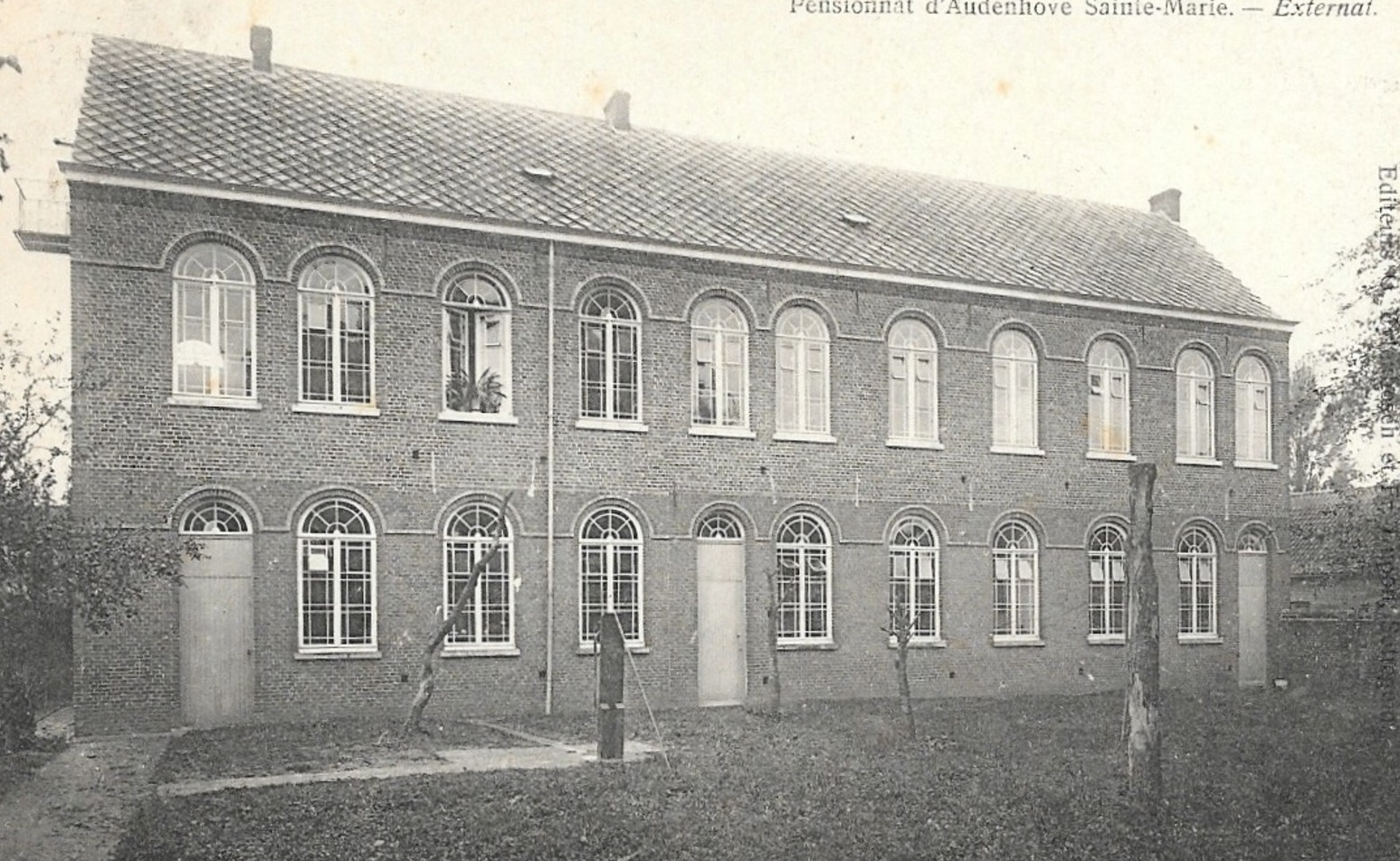

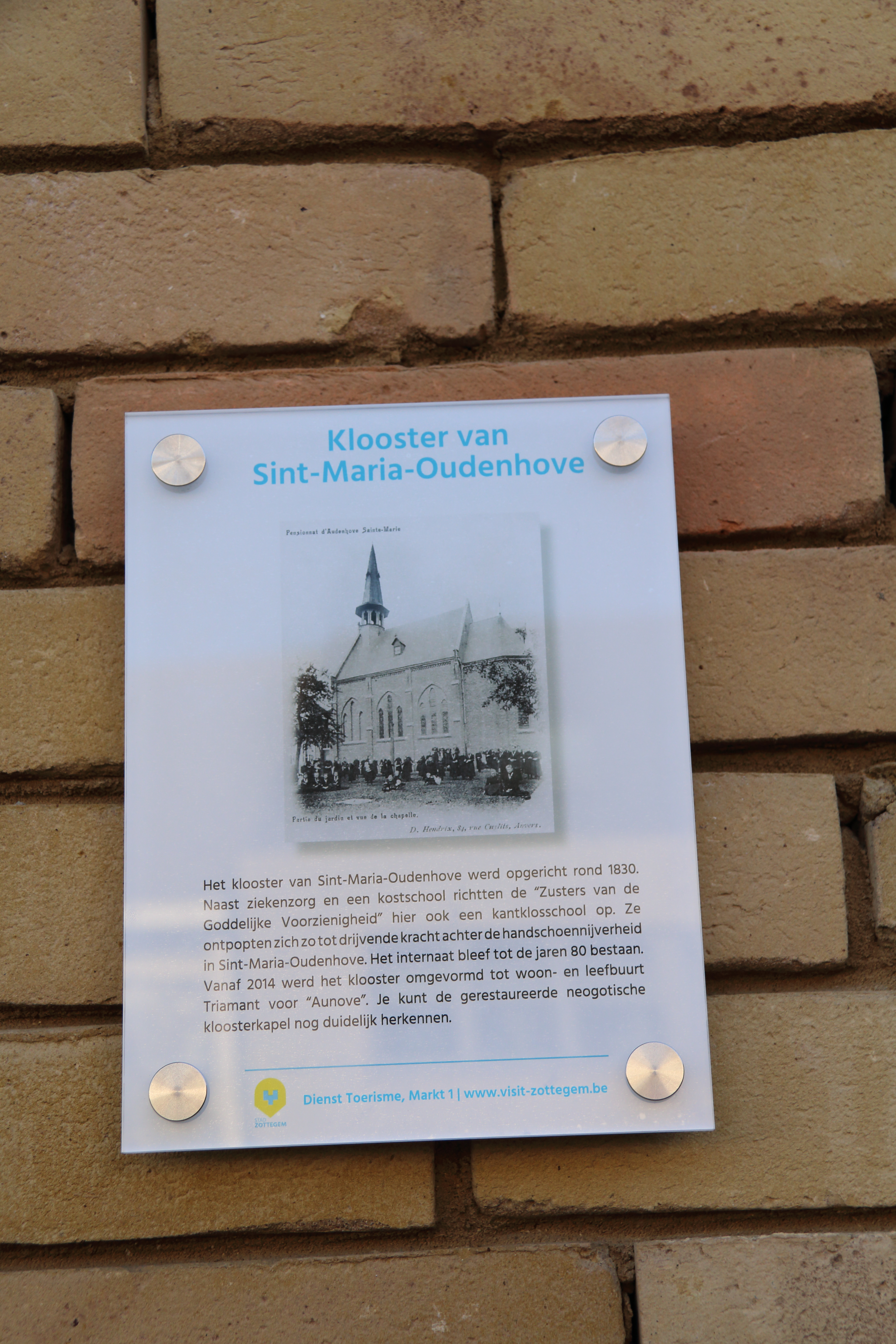

Het Klooster van Sint-Maria-Oudenhove of Klooster van van Onze-Lieve-Vrouw van VII Weeën is een voormalig klooster aan de Lilarestraat en de Faliestraat in Sint-Maria-Oudenhove, een deelgemeente van de Belgische stad Zottegem.
Het genootschap De Zusters van de Goddelijke Voorzienigheid en van Onze-Lieve-Vrouw van VII Weeën werd opgericht bij Koninklijk Besluit van 11 april 1839. Het genootschap zorgde echter al vanaf 1833 voor ziekenzorg. Juffrouw Bernarda Brandt uit Dendermonde nam toen het armenhuis over van de broeders jozefieten van Geraardsbergen. De ziekenzorg vond plaats in de voormalige herberg 'Het Meuleken' op de hoek van de Falie- en de Lilarestraat. Kort na 1833 werd hier naast de ziekenzorg, een kostschool voor kleine jongens en meisjes ingericht en een kantschool om de meisjes te leren kantklossen. Tussen 1847 en 1942 had het klooster een belangrijke rol in de handschoennijverheid in Zottegem. Na onderhandelingen tussen het klooster, de toenmalige pastoor E.H. Watteel en Mr. Egels (een handschoenfabrikant uit Brussel), maakte het klooster handschoenen. De kloosterzusters leerden  de nodige vaardigheden aan meisjes en vrouwen uit de omgeving in een handschoennaaischool, met hulp van de Gentse onderwijzeres Maria Polet (het huidige Wantenplein aan de voormalige kloostersite werd daarnaar vernoemd). In 1890 werden het internaat en het klooster omgebouwd en verhoogd met een extra verdieping. In 1897 werd in de Lilarestraat een nieuwe lagere school gebouwd. In 1939 werd de kloostergevel langs de Lilarestraat aangepast en verstevigd in dezelfde steensoort en stijl als de nieuwbouw van 1938 in de Faliestraat. Na de Tweede Wereldoorlog werden het klooster, het internaat en de schoolgebouwen verschillende keren uitgebreid. In 1983 werd het middelbaar onderwijs er stopgezet en het internaat afgebouwd. De activiteiten van de boerderij werden vanaf 1987 afgebouwd. Op 19 maart 2001 verlieten de laatste acht zusters het klooster; ze verhuisden naar een nieuwbouw naast het kloostercomplex in de Faliestraat. De kloostersite stond jarenlang leeg en werd vanaf 2014 omgebouwd tot zorgsite 'Triamant Aunove', later overgenomen door Ikaria Zottegem. De neogotische kloosterkapel (in 1889 gebouwd en in 1897 gemeubileerd en afgewerkt) bleef behouden en brasserie 'De Zeven' werd erin ondergebracht. Verschillende originele artefacten (terracotta, biechtstoel,...) bleven bewaard. Op de kloostersite werden tijdens de afbraak twee pottenbakkersovens uit de Gallo-Romeinse tijd ontdekt.